# جيوفري كولي
جيوفري كولي ولد عام 1934، هو نحات ومصمم ميداليات بريطاني، معروفٌ بأعماله الواسعة على العملات العالمية. وقد عُرضت تصاميمه على عملاتٍ لأكثر من 150 دولة، منها نيجيريا وماليزيا وأيسلندا والعراق والكويت وفيجي وترينيداد وتوباغو. وقد كُرِّمَ لمساهماته الفنية بانتخابه عضوًا مشاركًا في الجمعية الملكية للنحاتين البريطانيين عام 1960، وزميلًا لها عام 1970.